# Стродс Милс (Пенсилванија)
Стродс Милс (енгл. Strodes Mills) насељено је место без административног статуса у америчкој савезној држави Пенсилванија.

## Демографија
По попису из 2010. године број становника је 757.
| Група             | 2000.    | 2010.       |
| Белци             | 0 (0,0%) | 745 (98,4%) |
| Афроамериканци    | 0 (0,0%) | 2 (0,3%)    |
| Азијати           | 0 (0,0%) | 1 (0,1%)    |
| Хиспаноамериканци | 0 (0,0%) | 4 (0,5%)    |
| Укупно            | 0        | 757         |